# Jim McMahon
James "Jim" Robert McMahon, Jr., mais conhecido como Jim McMahon (Jersey City, 21 de agosto de 1959), é um ex-jogador de futebol americano. Ele jogou futebol americano universitário na Universidade Brigham Young, onde foi duas vezes All-American (1980, 1981). Ele jogou no Chicago Bears, San Diego Chargers, Philadelphia Eagles, Minnesota Vikings, Arizona Cardinals, Cleveland Browns e Green Bay Packers na NFL.
Ele ganhou dois títulos do Super Bowl, o primeiro com os Bears no Super Bowl XX, onde ele era o quarterback titular, e o segundo com seus rivais, o Green Bay Packers, no Super Bowl XXXI, onde ele foi reserva de Brett Favre. Ambos Super Bowls foram contra o New England Patriots. McMahon foi introduzido no Hall da Fama do Futebol Americano Universitário em 1998.

## Primeiros anos
McMahon nasceu em Jersey City, Nova Jersey, e se mudou com sua família para San Jose, Califórnia, quando ele tinha três anos.
Ele jogou futebol americo no ensino médio, seu primeiro e segundo ano na Andrew Hill High School, em San Jose, e jogou seus terceiro e quarto ano na Roy High School, em Roy, Utah, graduando-se em 1977.

## Carreira universitária
McMahon serviu principalmente como punter da BYU durante sua primeira temporada. Ele continuou como punter quando a temporada de 1978 começou, mas quando Marc Wilson se machucou no terceiro jogo da temporada (contra Universidade do Estado do Colorado), McMahon se tornou o quarterback titular. McMahon levou a BYU à vitória do jogo tendo 112 jardas passadas, 80 jardas terrestres e dois touchdowns. Ele foi nomeado Melhor Jogador do Jogo e Jogador da Semana por sua atuação. McMahon e Wilson dividiram as obrigações de quarterback pelo resto da temporada; McMahon jogou bem o suficiente para ganhar honras All-WAC e Menção Honrosa All-America. O melhor jogo do seu segundo ano foi contra a Universidade de Wyoming: ele passou para 317 jardas e correu para mais 49 jardas, ganhando outro prêmio de Jogador da Semana.
McMahon havia sofrido uma lesão no joelho no final da temporada de 1978 e os treinadores da BYU optaram por deixá-lo de fora da temporada seguinte. McMahon assistiu do lado de fora enquanto Wilson estabeleceu nove registros da NCAA e empatou dois outros. Wilson tornou-se o primeiro jogador da BYU a ser eleito para Primeira-Equipe All-American e terminou em terceiro na votação do Heisman Trophy.
Com Wilson se formando e indo para a NFL, McMahon reivindicou a posição de quarterback titular. BYU perdeu o primeiro jogo da temporada (25-21 contra Universidade do Novo México), mas ganhou 11 jogos seguidos para conquistar o título da WAC. McMahon estabeleceu 32 recordes da NCAA, incluindo recordes de uma única temporada para jardas totais (4.627), jardas passadas (4.571), passes para touchdown (47) e eficiência de passes (176.9). Seu melhor jogo foi contra Universidade do Estado de Utah quando ele completou 21 passes para 485 jardas e seis touchdowns, e acrescentou dois touchdowns terrestres. Esse desempenho lhe rendeu o prêmio de Jogador Nacional da Semana da Sports Illustrated. As estatísticas da temporada de McMahon podiam ter sido ainda melhores, mas ele passou um tempo significativo descansando porque os Cougars venceram muitos jogos com margens amplas. Embora ele tenha sido titular em todos os 12 jogos da temporada regular, ele terminou apenas três deles.
BYU liderou o pais em jardas ofensivas, jardas totais e pontos ofensivos durante a temporada regular. McMahon ganhou inúmeros prêmios por suas conquistas individuais, sendo eleito Jogador do Ano da WAC, Primeira-Equipe All-WAC por unanimidade, Esportista do Ano de Utah e Atleta do Ano pela Deseret News. Ele terminou em quinto na votação Heisman Trophy.
No Holiday Bowl de 1980, os Cougars enfrentaram uma equipe de Universidade Metodista Meridional liderada por Craig James e Eric Dickerson. SMU construiu uma vantagem de 45-25 sobre BYU, faltando apenas quatro minutos para o final do jogo. Enquanto os fãs de Cougar se dirigiam para as saídas, McMahon gritou que o jogo ainda não terminara. Ele guiou o ataque a três touchdowns rápidos, incluindo um passe de Hail Mary de 41 jardas para Clay Brown para vencer o jogo. É considerado uma das maiores virada da história do futebol americano universitário; Os fãs da BYU se referem a ele como o "Miracle Bowl".
Em 1981, apesar de ter perdido dois jogos devido a contusões, McMahon passou para 3.555 jardas e 30 touchdowns na temporada regular, levando novamente a BYU a uma final da WAC. Por seus esforços, ele foi nomeado Jogador do Ano da WAC. Em nível nacional, ele foi nomeado para Primeiro-Equipe All-American por cinco organizações diferentes e terminou em terceiro lugar na votação do Heisman Trophy. Ele ganhou o prêmio de Jogador da Semana da Sports Illustrated após sua performance contra Colorado State, no qual ele empatou um recorde escolar com 7 passes para touchdown.
Em seu último jogo universitário, McMahon passou para 342 jardas e 3 touchdowns para levar BYU a vitória contra Universidade do Estado de Washington no Holiday Bowl de 1981.
Seus números finais da carreira foram 9.536 jardas passadas e 84 touchdowns (não incluindo jogos de bowl). McMahon deixou a universidade com 70 recordes da NCAA. Ele entrou no College Football Hall of Fame em 1999.
Em setembro de 2010, McMahon anunciou que completaria seu curso na BYU, o que o qualificaria para ser indicado ao Hall da Fama do Atletismo da Universidade Brigham Young. Em 2 de outubro de 2014, após concluir sua graduação em comunicações, McMahon foi incluído no Hall of Fame da BYU Athletics como parte da turma de 2014. A BYU homenageou McMahon ao aposentar sua camisa nº 9 em 3 de outubro de 2014.

## Carreira profissional

### Chicago Bears
O Chicago Bears selecionou McMahon na primeira rodada (5° escolha geral) do Draft de 1982. O novo treinador Mike Ditka fez de McMahon sua primeira seleção na primeira rodada.
McMahon ganhou a vaga de quarterback titular dos Bears como novato e foi nomeado para várias equipes All-Rookie quando ele quase levou a equipe para os playoffs. McMahon rapidamente mostrou uma habilidade natural para ler as defesas e uma versatilidade atlética que surpreendeu muitos.
McMahon também defendeu a ideia de ser o melhor passador naquele momento. Ele explicou que treinar em sua juventude ensinou-o a encaixar seus ombros na direção que ele queria jogar a bola e ele foi capaz de executar passes com um alto grau de precisão ao correr para a esquerda ou para a direita. Os Bears terminaram a temporada reduzida com uma campanha de 3-6, mas devido ao formato de playoff expandido, eles perderam a vaga nos playoffs por apenas uma vitória. McMahon foi nomeado Novato Ofensivo do Ano da NFC.
Em 1983, McMahon continuou a melhorar como jogador. Ele tinha o hábito de mudar a jogada, uma prática que irritava Ditka, mas geralmente levava ao sucesso. Seu conhecimento do jogo e uma compreensão instintiva e intuitiva das situações do jogo eram significativas. Ele também começou a receber passes para touchdown e foi um punter de emergência. Chicago terminou a temporada com uma campanha de 8-8, perdendo o título da divisão e uma vaga nos playoffs por uma vitória novamente.
Em 1984, McMahon começou a temporada fortemente, apesar de lesões leves como aqueles que o atormentariam ao longo de sua carreira. Em um jogo violento contra o Los Angeles Raiders, em Chicago, McMahon sofreu uma lesão quando foi brutalmente derrubado por dois defensores de Los Angeles. Ele teve suas costelas machucadas e um rim lacerado, mas mancou até seus companheiros e, sem fôlego, chamou a próxima jogada, apesar da dificuldade para respirar. Os jogadores da linha ofensiva ajudaram McMahon a se levantar e deixar o campo. Ele foi ao vestiário e relatou que sua urina "parecia com suco de uva".

#### 1985

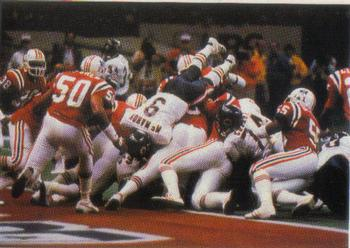
Jim McMahon mergulha na end zone para marcar um touchdown durante o Super Bowl XX.

Em 1985, os Bears venceram seus primeiros 12 jogos e terminaram com uma campanha de 15-1. McMahon tornou-se um queridinho da mídia, não apenas por seu excelente trabalho no campo, mas também por sua personalidade. Ele apareceu em um disco de rap feito pela equipe, "The Super Bowl Shuffle", no qual ele proclamou "Eu sou o punk QB conhecido como McMahon".
Ele terminou a temporada com uma forte atuação no Super Bowl XX, que os Bears venceram por 46-10 sobre o New England Patriots. Nesse jogo, McMahon se tornou o primeiro quarterback da história do Super Bowl a correr para dois touchdowns.

#### 1986–1988
No último jogo da temporada regular de 1986, contra o Green Bay Packers, Charles Martin agarrou McMahon por trás e o derrubou no chão,  ele atingiu o gramado artificial congelado do Soldier Field, exacerbando o ombro já machucado. Martin foi expulso do jogo e suspenso por dois jogos - a primeira suspensão multi-jogo para um incidente em campo na moderna história da NFL - e McMahon não jogou no restante da temporada. Sem McMahon, e apesar de ter o melhor recorde da liga (14-2), os Bears foram incapazes de defender seu título do Super Bowl e perderam no Divisional Round para o Washington Redskins.
McMahon lutou contra lesões pelo resto de sua carreira, mas em certo ponto entre 1984 e 1987, ele venceu 22 partidas consecutivas da temporada regular (25 incluindo os playoffs e o Super Bowl), a mais longa "temporada regular de vitórias" por um quarterback da NFL na época.
Em 1987, os Bears tiveram uma campanha de 11-4, com muitos esperando que McMahon levasse os Bears de volta ao Super Bowl. No entanto, 1987 terminou exatamente da mesma forma que 1986 com os Bears sendo eliminados pelos Redskins.
A temporada de 1988 viu McMahon retornar para os Bears com uma atitude muito mais séria. Sua principal arma ofensiva, Walter Payton, havia se aposentado e McMahon expressou publicamente seu desejo de ganhar um Super Bowl novamente. Os Bears pareciam fortes em toda a temporada, terminando com uma campanha de 12-4, novamente ganhando a NFC Central, e terminando com a melhor colocação da NFC. McMahon foi incapaz de levar os Bears de volta ao Super Bowl, já que eles foram derrotados pelo eventual campeão do Super Bowl, San Francisco 49ers, pela segunda vez em cinco anos.
Durante a offseason, o presidente dos Bears, Michael McCaskey, teve um grande desentendimento com ele. McMahon também caiu em desgraça com o treinador Mike Ditka e depois de passar suas primeiras sete temporadas na liga com o Chicago, McMahon foi negociado para o San Diego Chargers.
Jim McMahon detém pelo menos 15 recordes dos Bears, incluindo:
- Mais passes completos nos playoffs (70).
- Jardas passadas nos playoffs (967).
- Passes para TD em: playoffs (4), jogo de playoffs (2 em 5 de janeiro de 1986 contra NYG; empatado com Steve Walsh e Jay Cutler), temporada de novato (9 em 1982; empatado com Kyle Orton).
- Rating: playoffs (77.1), temporada de novato (79.9 em 1982)
- Sacks: playoffs (10), jogo como novato (7 em 28 de novembro de 1982 contra MIN)

### San Diego Chargers
McMahon foi titular em 12 jogos em sua primeira temporada nos Chargers com a equipe terminando com uma campanha de 6-10. Ele teve apenas 4 jogos de 200 jardas, mas teve 389 jardas contra o Houston Oilers na semana 2.
No entanto, McMahon novamente encontrou-se em apuros quando ele brigou com seu treinador, Dan Henning, seus companheiros de equipe e a diretoria da equipe. Ele foi pro banco nos últimos quatro jogos e terminou o ano com 2.132 jardas, 10 touchdowns e 10 interceptações. Ele foi dispensado depois da temporada.

### Carreira posterior

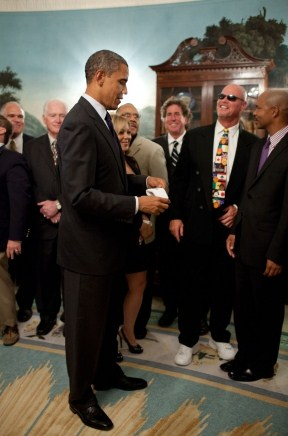
McMahon na Casa Branca com o presidente Barack Obama em 2011.

McMahon assinou com o Philadelphia Eagles, que era treinado pelo ex-assistente dos Bears, Buddy Ryan, para a temporada de 1990. Pela primeira vez em sua carreira, ele atuou como reserva com Randall Cunningham como titular. Depois que Cunningham se lesionou no jogo de abertura da temporada seguinte, o novo treinador Rich Kotite nomeou McMahon como seu titular. Ele levou os Eagles a uma campanha de 10-6 e ganhou o prêmio de NFL Comeback Player of the Year. Ele ficou com os Eagles por mais uma temporada como reserva de Cunningham.
A última chance de McMahon de ser titular veio com o Minnesota Vikings em 1993. McMahon levou os Vikings a oito vitórias em doze partidas e retornou à pós-temporada como titular pela primeira vez desde 1988. No entanto, os Vikings perderam para o New York Giants.
Após a temporada, McMahon se juntou ao Arizona Cardinals para a temporada de 1994. Ele terminou a temporada como terceiro quarterback da equipe atrás de Steve Beuerlein e Jay Schroeder e deixou a equipe após a temporada. McMahon se juntou ao Green Bay Packers para a temporada de 1995.
Ele se aposentou após a temporada de 1996, que terminou com uma vitória de Green Bay no Super Bowl XXI sobre o New England Patriots em New Orleans, onze anos após a vitória dos Bears no Super Bowl XX sobre os Patriots no mesmo local.
McMahon causou alguma controvérsia quando ele apareceu na recepção dos Packers na Casa Branca usando sua camiseta dos Bears, devido à rivalidade entre as duas equipes. McMahon depois explicou que ele fez isso porque ele foi incapaz de visitar a Casa Branca, quando ele levou os Bears até a vitória no Super Bowl XX; dois dias depois que os Bears venceram o jogo, a tripulação da missão do Ônibus Espacial STS-51-L foi morta na explosão de sua nave, a Shuttle Challenger, e a visita programada dos Bears foi cancelada. McMahon e seus companheiros de equipe e treinadores acabaram sendo recebidos em 2011 pelo presidente Barack Obama, um fã dos Bears.

## Pós-Carreira

### Problemas legais
Desde que se aposentou do futebol americano em 1997, ele trabalhou como dono de restaurante e palestrante motivacional. Ele foi preso na Flórida por dirigir embriagado em 2003. Ao ser parado, McMahon supostamente saiu de seu carro e disse à polícia: "Estou bêbado demais; você me pegou".
Em 9 de abril de 2012, o Chicago Sun-Times informou que a McMahon foi alvo da FDIC (Federal Deposit Insurance Corporation) por US $ 104 milhões em empréstimos feitos pelo agora fechado Broadway Bank de Chicago, do qual ele era um membro do conselho. A FDIC queria recuperar US $ 104 milhões em empréstimos feitos pelo banco antes de ser fechado, segundo o jornal. Além de McMahon, outros seis ex-membros do conselho do Broadway Bank e dois ex-executivos de bancos haviam sido alvos.

### Concussões
Em uma entrevista em 6 de novembro de 2010, McMahon admitiu ter problemas de memória devido a lesões sofridas no campo. McMahon foi citado dizendo: "Muitas vezes eu entro em uma sala e esqueço porque eu entrei lá." McMahon, juntamente com seis outros jogadores aposentados, entrou com uma ação coletiva contra a NFL em agosto de 2011, citando a negligência e má conduta da liga em lidar com lesões relacionadas a concussão; o processo seguiu com outros 75 aposentados da NFL fazendo alegações semelhantes, bem como afirmando que a NFL sabia sobre os perigos de concussões colocadas aos atletas da NFL desde a década de 1920 e reteve ativamente as informações dos afetados e do público em geral até o verão de 2010. O processo que McMahon aderiu procura expandir o escopo do processo para potencialmente todos os jogadores da NFL que sofreram concussões relacionadas ao jogo ou ferimentos na cabeça.
Ele apareceu em um artigo da Sports Illustrated em setembro de 2012 detalhando suas lutas.
Em 27 de setembro de 2012, foi relatado que, aos 53 anos, McMahon havia sido diagnosticado como estando nos estágios iniciais da demência.

### Cannabis medicinal
McMahon usa cannabis para tratar a dor crônica e artrite que ele sofre como resultado de sua carreira. Ele chama a cannabis de "dádiva de Deus" que lhe permitiu eliminar completamente seu hábito analgésico, que segundo ele inclui 100 comprimidos de Percocet por mês. McMahon tem sido ativo em falar sobre sua experiência usando cannabis, servindo como porta-voz do Cannabis Sports Policy Project e membro da Gridiron Cannabis Coalition junto com vários outros ex-jogadores da NFL. McMahon apareceu em um anúncio de TV apoiando a legalização da cannabis no estado do Arizona.
Em novembro de 2016, McMahon estava entre os signatários de uma carta aberta dirigida à NFL, pedindo uma mudança na política da liga em relação à cannabis. A carta foi escrita por Doctors for Cannabis Regulation e assinada por vários outros jogadores da NFL. McMahon também é membro do comitê de direção da Doctors for Cannabis Regulation NFL.

### Outras atividades

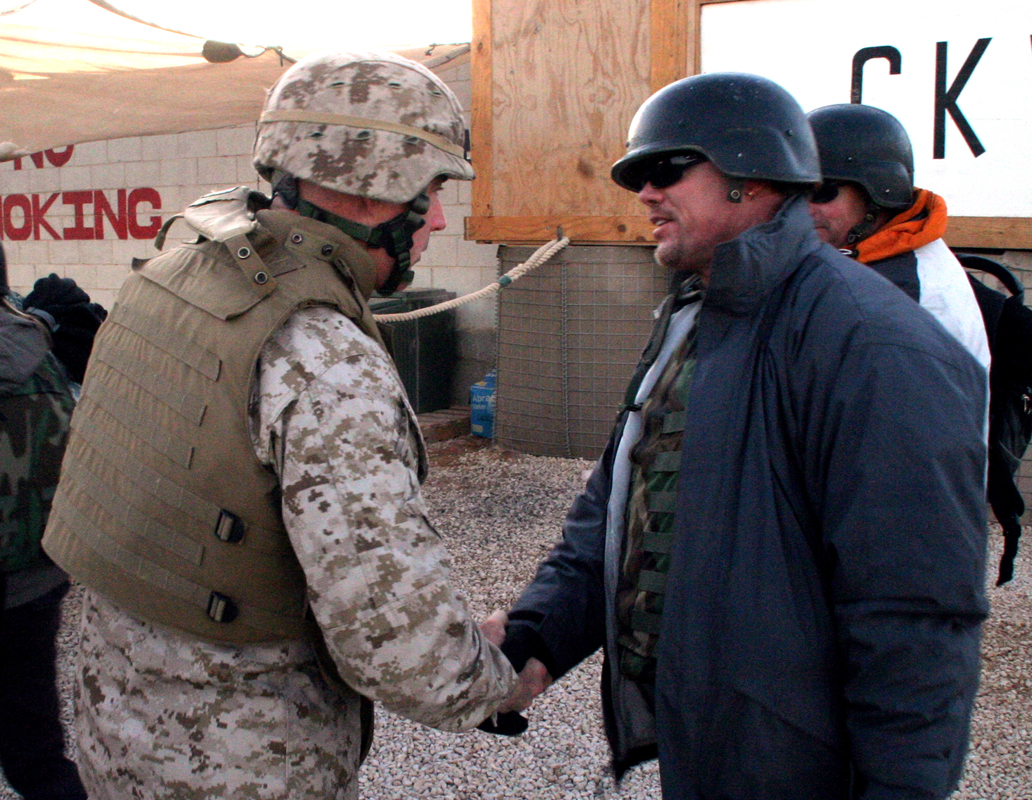
McMahon sendo recebido durante sua turnê no Iraque em dezembro de 2006.

Em dezembro de 2006, McMahon foi ao Iraque para visitar as forças americanas.
Durante o Super Bowl XLIV, McMahon se juntou a outros membros do Chicago Bears de 1985, ressuscitando o "Super Bowl Shuffle" em um comercial da Boost Mobile.
Em 2010, McMahon tornou-se proprietário parcial do Chicago Slaughter da Indoor Football League.
Em novembro de 2012, McMahon apareceu em um episódio da sitcom The League chamado "The Tailgate".

## Estilo de jogo
Ao longo de sua carreira, McMahon era conhecido por suas manias dentro e fora do campo. O mais famoso é seu uso de uma faixa na cabeça enquanto estava nos bastidores, isso o levou a ser multado pelo então comissário da NFL, Pete Rozelle, pois a faixa tinha um logotipo corporativo não autorizado (Adidas). Na semana seguinte, sua bandana veio escrita "Rozelle". (O comissário mais tarde admitiu em uma carta para McMahon que a bandana com o nome de Rozelle era "engraçada como o inferno", mas recusou-se a rescindir a multa de US $ 5.000).
Antes do Super Bowl XX, centenas de fãs enviaram bandanas para McMahon na esperança de usá-las durante o jogo; Rozelle avisou o quarterback para não usar nada "inaceitável". Em resposta, McMahon decidiu ajudar a chamar a atenção para a Diabetes Juvenil usando uma faixa escrita simplesmente "JDF Cure", antes de mudar para uma afirmando "POW-MIA" e finalmente uma com a palavra "Pluto", o apelido de seu amigo e favorito alvo de recepção colegial, Danny Plater, que foi afligido com um tumor cerebral.
Ele também é conhecido por seus óculos de marca, que ele usa por razões médicas. Aos seis anos, ao tentar desatar um nó em um coldre de arma de brinquedo com um garfo, ele acidentalmente cortou a córnea em seu olho direito quando o garfo escorregou. Enquanto sua visão foi salva, o acidente deixou aquele olho extremamente sensível à luz. No campo, ele foi um dos primeiros a usar um capacete com uma viseira de plástico cobrindo os olhos, levando a apelidos como "Darth Vader" e "Black Sunshine".

## Estatísticas
| Ano                | Time               | Jogos | Ten-Comp    | Jardas | %     | TD  | Int | Sacks | Rating |
| ------------------ | ------------------ | ----- | ----------- | ------ | ----- | --- | --- | ----- | ------ |
| 1982               | Bears              | 8     | 210-120     | 1.501  | 57,1% | 9   | 7   | 27    | 79,9   |
| 1983               | Bears              | 14    | 295-175     | 2.184  | 59,3% | 12  | 13  | 42    | 77,6   |
| 1984               | Bears              | 9     | 143-85      | 1.146  | 59,4% | 8   | 2   | 10    | 97,8   |
| 1985               | Bears              | 13    | 313-178     | 2.392  | 56,9% | 15  | 11  | 26    | 82,6   |
| 1986               | Bears              | 6     | 150-77      | 995    | 51,3% | 5   | 8   | 6     | 61,4   |
| 1987               | Bears              | 7     | 210-125     | 1.639  | 59,5% | 12  | 8   | 22    | 87,4   |
| 1988               | Bears              | 9     | 192-114     | 1.346  | 59,4% | 6   | 7   | 13    | 76,0   |
| 1989               | Chargers           | 12    | 318-176     | 2.132  | 55,3% | 10  | 10  | 28    | 73,5   |
| 1990               | Eagles             | 5     | 9-6         | 63     | 66,7% | 0   | 0   | 1     | 86,8   |
| 1991               | Eagles             | 12    | 311-187     | 2.239  | 60,1% | 12  | 11  | 21    | 80,3   |
| 1992               | Eagles             | 4     | 43-22       | 279    | 51,2% | 1   | 2   | 4     | 60,1   |
| 1993               | Vikings            | 12    | 331-200     | 1.968  | 60,4% | 9   | 8   | 23    | 76,2   |
| 1994               | Cardinals          | 3     | 43-23       | 219    | 53,5% | 1   | 3   | 3     | 46,6   |
| 1995               | Packers            | 1     | 1-1         | 6      | 100%  | 0   | 0   | 0     | 91,7   |
| 1996               | Packers            | 5     | 4-3         | 39     | 75%   | 0   | 0   | 0     | 105,2  |
| Total              | Total              | 120   | 2.573-1.492 | 18.148 | 58%   | 100 | 90  | 226   | 78,2   |
| Total nos playoffs | Total nos playoffs | 8     | 155-82      | 1.112  | 64,3% | 5   | 4   |       | 76,1   |

## Vida pessoal
McMahon conheceu Nancy Daines na BYU e o casal se casou depois de quatro anos de namoro em 1982. Eles têm quatro filhos juntos e se divorciaram em 2009.